# 若松虎雄

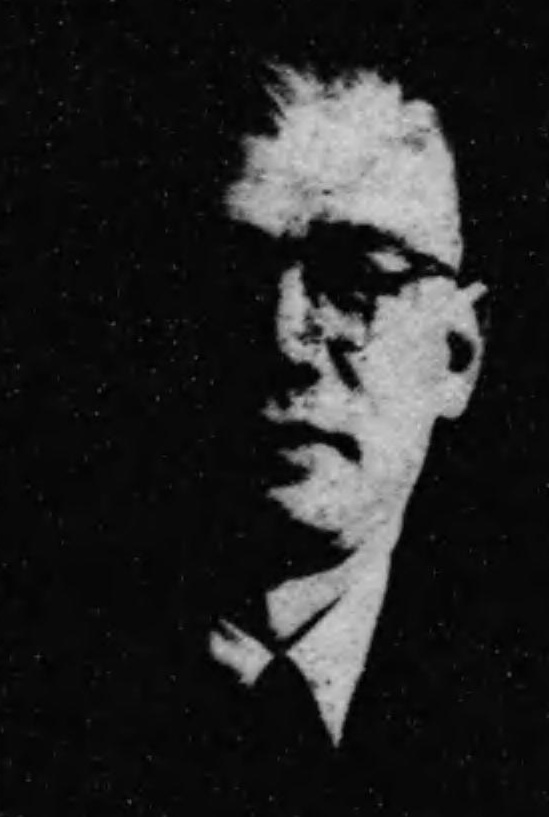
若松虎雄

若松 虎雄（わかまつ とらお、1890年（明治23年）1月1日 - 1949年（昭和24年）9月24日）は、大正から昭和前期の外交官、実業家、政治家。衆議院議員。カトリック教徒。

## 経歴
長崎県南高来郡、のちの島原市で、若松長次郎の四男として生まれ、1921年（大正10年）に分家した。第五高等学校を経て、1913年（大正2年）11月、文官高等試験行政科試験に合格。1914年（大正3年）東京帝国大学法科大学経済学科を卒業した。
大蔵省に入省し専売局書記に任官。1917年（大正6年）久原鉱業に転じ、久原商事副支配人、同ロンドン支店長代理を歴任。1921年（大正10年）外務省に転じ、ロンドン在勤で副商務官、在英国大使館商務書記官を務めた。1926年（大正15年）帰国し外務省勤務となり同省大阪出張所長を兼務した。その後、外務事務官、同書記官兼逓信書記官、外務省通商局第三課長、在シドニー総領事、在カルカッタ総領事、日印会商帝国政府代表などを歴任し、1941年（昭和16年）に退官した。以後、外務省嘱託、終戦連絡中央事務局嘱託、同長崎出張所長、長崎県連絡委員会副委員長を務めた。
1947（昭和22年）4月の第23回衆議院議員総選挙に長崎県第1区から日本自由党公認で出馬して初当選。1949（昭和24年）1月の第24回総選挙で民主自由党公認で出馬して再選され、衆議院議員に連続2期在任した。この間、日本自由党渉外副部長、衆議院外務委員、同海外同胞引揚及び遺家族援護に関する調査委員、長崎貿易社長などを務め、長崎国際文化都市建設法の成立に尽力した。議員在任中の1949年9月に長崎市で死去した。

## 栄典
- 1940年（昭和15年）8月15日 - 紀元二千六百年祝典記念章[9]